# Jean de La Grange

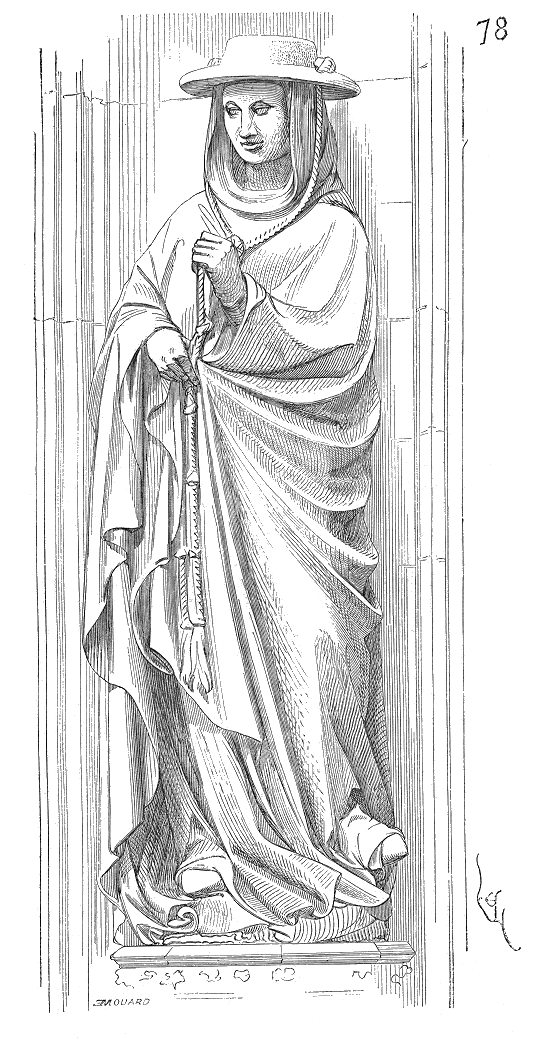
Jean de La Grange

Jean de La Grange (1325 – Aviñón, 25 de abril de 1402) fue un cardenal y político francés. Hermano de Étienne de La Grange, consejero real y presidente del parlamento en tiempos de Carlos V de Francia y de Carlos VI.
Ocupó el título de San Marcelo como cardenal obispo de Frascati. Fue ordenado cardenal por el papa Gregorio XI en 1373.

## Biografía
Tras entrar en la orden de San Benito, llegó a ser prior en Élancourt, luego en Gigny y finalmente procurador de la Orden de Cluny. En 1358 fue nombrado abad de la Fécamp y parte del consejo del rey Carlos V, donde era el especialista en temas eclesáisticos, financieros y fiscales.
En 1370 el rey lo nombró presidente de la Cour des aides –una especie de consejo para temas financieros–, mientras que en 1373, el papa Gregorio XI lo ordenó obispo de Amiens y luego cardenal con el título de san Marcelo, así como su consejero personal. En 1378 se trasladó a Roma tras la elección de Urbano VI, recibiendo duras críticas del nuevo pontífice por el lujo con que vivía. Participó en el Cónclave de Fondi y en la elección de Clemente VII, apoyando a este último en el cisma de Occidente.
En 1394 fue hecho cardenal obispo de la sede suburbicaria de Frascati. Con el papa Benedicto XIII se unió definitivamente a la obediencia de Aviñón solicitando la abdicación del pontífice y organizando una rebelión en 1398. Tras entrar en conflicto también con Luis de Valois murió en Aviñón. Fue sepultado en el coro de la Iglesia de San Marcial en esa ciudad. 